# Heterusia conflictata
Heterusia conflictata là một loài bướm đêm trong họ Geometridae.